# Josippon

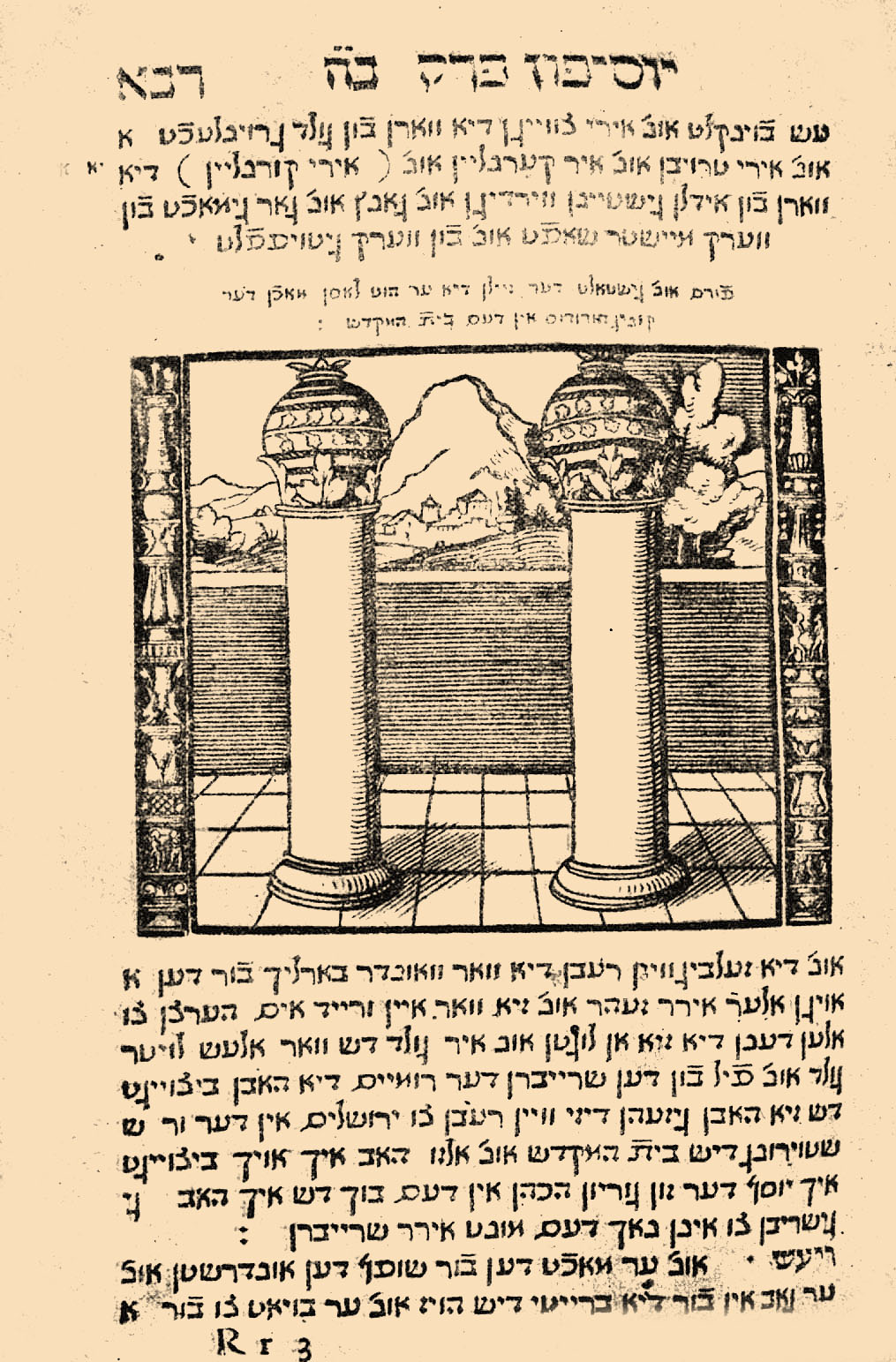
Druck des Josippon (in der jiddischen Übersetzung Michael Adams) aus dem Jahr 1546

Josippon hebräisch ספר יוסיפון sefer yosipon, „Buch Josippon“, ist ein im Jahr 953 von einem anonymen jüdischen Verfasser in Süditalien niedergeschriebenes hebräisches Volksbuch.

## Charakterisierung
Es stellt eine Nacherzählung des „Jüdischen Krieges“ (De Bello Judaico) von Flavius Josephus (ergänzt durch Hegesippus und einige andere Texte) dar: eine Geschichte der Juden vom Fall Babylons bis zur Zerstörung des Zweiten Tempels in Jerusalem.
Der Sefer Josippon wurde auf Hebräisch im 10. Jahrhundert von einem jüdischen Autor aus der griechisch-sprachigen jüdischen Gemeinde Süditaliens zusammengestellt, die zu dieser Zeit Teil des Byzantinischen Reiches war. Juda Leon ben Moses Mosconi, ein romaniotischer Jude aus Achrida, bearbeitete und erweiterte das Sefer Josippon später.
Das Werk wurde später fälschlich dem antiken Jerusalemer Patrizier Josef ben Gorion (hingerichtet 68 n. Chr.) zugeschrieben, und indem dieser mit Flavius Josephus fälschlich identifiziert worden war, auch dem Flavius Josephus selbst. Dadurch wurde das Buch zum Pseudepigraphen gemacht, obwohl der Verfasser seine Abhängigkeit von Josephus klar zu erkennen gibt.
In sehr lebendigem Hebräisch verfasst, mit Fabeln und Märchen durchsetzt, erschien das Werk in unzähligen Auflagen. Neben dem sogenannten Vulgärtext existieren eine weitere hebräische Rezension sowie verschiedene arabische Versionen; sodann wurde das Werk auch stark erweitert, unter anderem durch eine hebräische Fassung des Alexanderromans. Im Jahr 1743 erschien mit dem Scheeris Jisrael ein Fortsetzungswerk zum Josippon, das in der Folgezeit weite Verbreitung fand.

## Völkerliste
In § 10 des Abschnittes Genesis zählt der Verfasser neben anderen auch zahlreiche Völker seiner Zeit, das heißt des frühen 10. Jahrhunderts, auf. Es sind unter anderem Angeln, Sachsen,  Bulgaren, Ungarn, Petschenegen sowie Morava Mährer, Karvati Chorwaten, Sorbin Sorben, Lutschanin Lutizen, Ljachin Lachen, Krakar Krakauer, Bojmin Böhmen, Dodanin Dadosanen, Russen am Fluss Kiva (der Dnepr in Kiew?) am Meer Gurgan (Kaspisches Meer).

## Ausgaben
- Erstdruck Mantua 1480
- David Flusser (Hrsg.): ספר יוסיפון, סדור ומוגה על־פי כתבי־יד בלוויית מבוא, ביאורים וחילופי גרסאות [The Josippon [Josephus Gorionides], edited with an Introduction, Commentary and Notes]. 2 Bde. Jerusalem 1978–80.

Lateinische Übersetzung
- Sebastian Münster: Iosephus Hebraicus diu desideratus … Basel 1541.
- Jean Gagnier: Josippon sive Josephi ben-Gorionis historiae Judaicae libri sex ex Hebraeo Latine vertit, praefatione et notis illustravit Johannes Gagnier. Oxford 1706.
- Johann Friedrich Breithaupt: Josephus Gorionides sive Josephus Hebraicus accessit …. Gotha 1707.